# Ophiorrhiza ochroleuca
Ophiorrhiza ochroleuca är en måreväxtart som beskrevs av Joseph Dalton Hooker. Ophiorrhiza ochroleuca ingår i släktet Ophiorrhiza och familjen måreväxter. Inga underarter finns listade i Catalogue of Life.